# Yuva, Elmalı
Yuva là một thị trấn thuộc huyện Elmalı, tỉnh Antalya, Thổ Nhĩ Kỳ. Dân số thời điểm năm 2011 là 2.502 người.